# Ducat de Montblanc

Escut d'armes de Montblanc

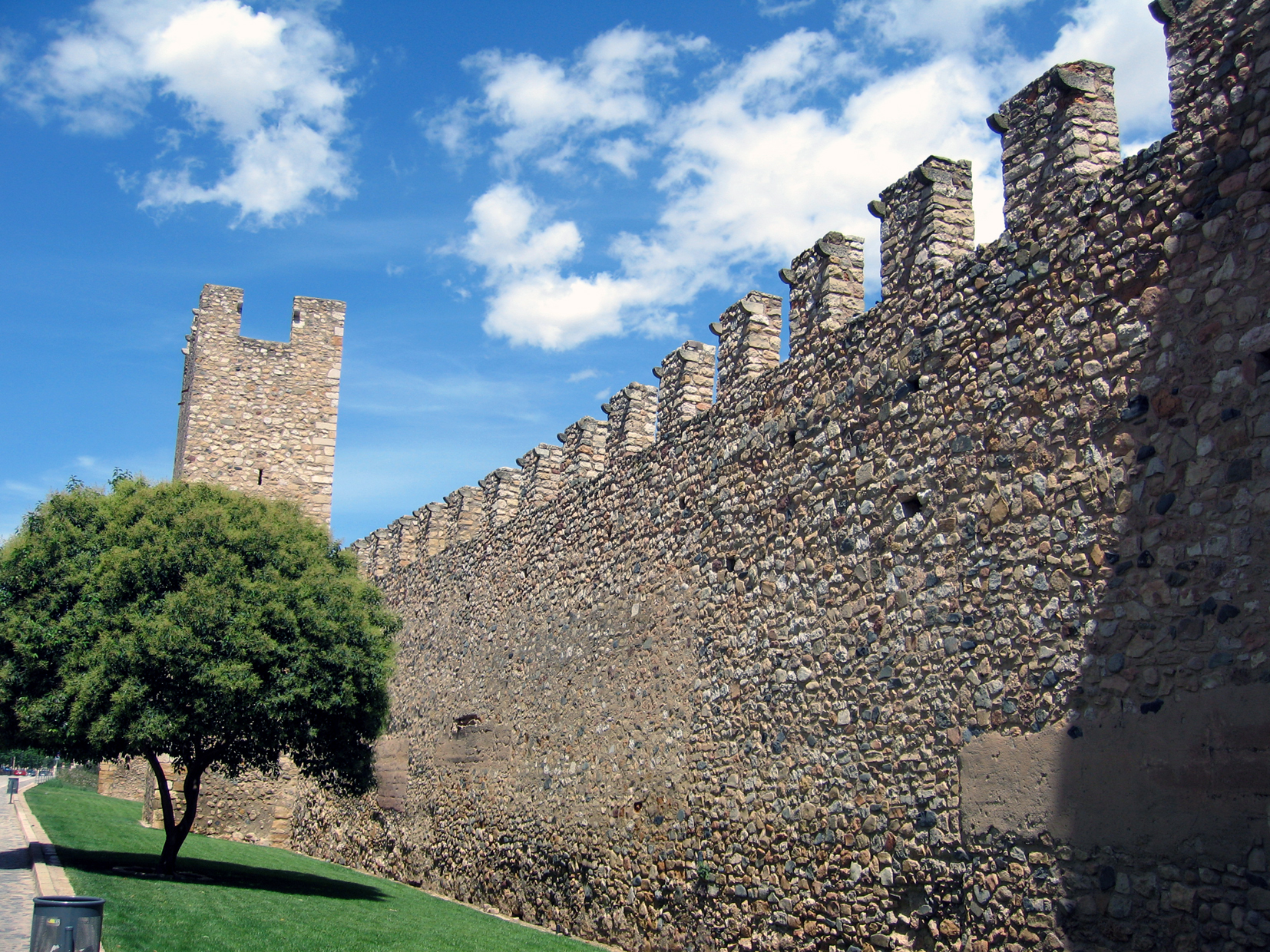
Muralles de Montblanc

El Ducat de Montblanc fou un títol nobiliari hereditari creat el 1387 per Joan el Caçador, en esdevenir rei, per al seu germà, l'infant Martí, amb les rendes reials de la vila de Montblanc (Conca de Barberà) i de la vegueria de Montblanc annexes.

## Història (s.XIV-XVIII)
La intenció del nou monarca era dignificar la persona del seu germà amb un títol inferior al de rei, però superior al de tots els nobles. Es tractava d'un títol vitalici i no hereditari, que havia de revertir a la corona quan l'infant deixés d'usar-lo. Així es va esdevenir quan, inesperadament, Martí va accedir al tron el 1396.
El nou rei no va tornar a atorgar el ducat. Sí que ho va fer, en canvi, el seu successor Ferran d'Antequera, que, després de ser escollit rei al Compromís de Casp, el proposa al comte d'Urgell, l'altre gran pretendent, però aquest no acceptà Ferran com a rei i es revoltà contra ell. El 1415 el rei conferí el títol al seu secundogènit, l'infant Joan.
Quan aquest va succeir el seu germà i va esdevenir rei el 1458, el ducat va tornar a revertir a la corona i el monarca l'atorgà novament al seu secundogènit, l'infant Ferran.
Quan per la mort de Carles de Viana el 1461 Ferran va ser reconegut com a príncep de Girona, el ducat de Montblanc va quedar unit al títol de l'hereu del tron de la Corona d'Aragó, les vicissituds del qual en endavant va compartir fins a la supressió de la Corona d'Aragó amb els Decrets de Nova Planta de 1715.

## Recuperació del títol
El 21 de gener de 1977 els títols de l'hereu de l'antiga Corona d'Aragó van ser recuperats per al príncep Felip de Borbó, futur Felip VI, si bé el reial decret de nomenament (RD 54/1977, BOE del 22 de gener de 1977) només esmentava explícitament el de príncep d'Astúries i afegia (...) i altres títols vinculats tradicionalment al successor de la Corona d'Espanya.
El 8 de setembre de 1996, diada de la patrona de Montblanc, la Mare de Déu de la Serra, en l'any del 7è centenari de la seva arribada a la vila, el príncep Felip de Borbó va visitar Montblanc i es va convertir en el primer hereu reial de la dinastia Borbó que l'ha ostentat en assumir-lo -sense cap cerimònia oficial d'investidura- des de la supressió de la Corona d'Aragó a principis del segle XVIII. El Príncep Felip de Borbó, va fer una visita a la comarca de la Conca de Barberà i, acompanyat per l'alcalde de Montblanc, Andreu Mayayo, assistí a una missa oficiada per l'arquebisbe de Tarragona, Ramon Torrella. Posteriorment, es desplaçà al Monestir de Poblet i a Balaguer.

## Situació actual
El 3 d'abril de 2014 el Ple de l'Ajuntament de Montblanc va aprovar una moció sobre la retirada dels honors a la Casa Reial Espanyola. El text recullia que l'Ajuntament de Montblanc notificaria a la monarquia el seu desig que el Príncep Felip deixés d'utilitzar el títol. De la seva literalitat ("que, en un futur estat independent, Felip de Borbó no mantingui el títol de Duc de Montblanc"), i de la manca total de reacció oficial, no se'n pot deduir la retirada ni la supressió del títol, si bé alguns, com el mateix alcalde Josep Andreu i Domingo, van posar en dubte el seu restabliment en Felip de Borbó després dels Decrets de Nova Planta.
Des del 19 de juny de 2014 la titular actual és l'hereva al tron la princesa Elionor de Borbó.

## Llista de titulars
Dinastia del Casal de Barcelona (1387-1396)
- Martí I de Montblanc (Martí l'Humà), 1387-1396

Títol vacant (1396-1415)
Dinastia dels Trastàmara (1415-1516)
- Joan I de Montblanc (Joan el Gran), 1415-1458
- Ferran I de Montblanc (Ferran el Catòlic), 1458-1462

-Guerra Civil Catalana (1462-1472)
- R Ferran I de Montblanc (Ferran el Catòlic), 1472-1479
- Joan II de Montblanc (Infant Joan d'Aragó), 1479-1497
- Elisabet I de Montblanc (Infanta Elisabet d'Aragó i Castella), 1497-1498
- Miquel I de Montblanc (Infant Miquel de Portugal), 1498-1500
- Joana I de Montblanc (Joana la Boja), 1502-1516

Dinastia dels Habsburg (1516-1700)
- Carles I de Montblanc (Carles V, emperador romanogermànic), 1516-1527
- Felip I de Montblanc (Felip I d'Aragó i II de Castella), 1527-1556
- Carles II de Montblanc (Carles d'Habsburg), 1556-1568
- R Felip I de Montblanc (Felip I d'Aragó i II de Castella), 1568-1571
- Ferran II de Montblanc (Ferran d'Habsburg), 1571-1578
- Dídac I de Montblanc (Dídac d'Habsburg), 1578-1582
- Felip II de Montblanc (Felip II d'Aragó i III de Castella), 1582-1605
- Felip III de Montblanc (Felip III d'Aragó i IV de Castella), 1605-1626
- Carles III de Montblanc (Baltasar Carles d'Habsburg), 1626-1640

-Guerra dels Segadors (1640-1652)
- R Felip III de Montblanc (Felip III d'Aragó i IV de Castella), 1652-1657
- Felip IV de Montblanc (Felip Pròsper d'Habsburg), 1657-1661
- Carles IV de Montblanc (Carles II), 1661-1700

Títol vacant (1700-1996)
Dinastia dels Borbons (des de 1996)
- Felip VI de Montblanc (príncep Felip de Borbó), 1996-2014
- Elionor I de Montblanc (princesa Elionor de Borbó), 2014-